# سیارک ۸۵۴۷۲
سیارک ۸۵۴۷۲ (به انگلیسی: 85472 Xizezong، نامگذاری:1997LF4) هشتاد و پنج هزار و چهارصد و هفتاد و دومین سیارک کشف شده‌است که در ۹ ژوئن ۱۹۹۷ کشف شد.